# Employee of the Month (Obitelj Soprano)
"Employee of the Month" 30. je epizoda HBO-ove televizijske serije Obitelj Soprano i četvrta u trećoj sezoni serije. Napisali su je Robin Green i Mitchell Burgess, režirao John Patterson, a originalno je emitirana 18. ožujka 2001.

## Radnja
Dr. Melfi zaključuje kako je Tony, koji je na prethodnom sastanku pokazao napredak, spreman za upućivanje bihevioralnom terapeutu. Tony se uvrijedi, uvjeren kako ga Melfi želi proslijediti nekome drugome. Ona na brzinu mijenja temu upitavši Tonyja što je novo u njegovu životu. Tony joj priča o nekim problemima sa svojom djecom. Dr. Melfi predloži da dovede Carmelu na sastanke. Tonyju se ne sviđa takva ideja, ali pristaje upitati svoju suprugu.
John "Johnny Sack" Sacramoni, moćni podšef zločinačke obitelji Lupertazzi, potiho se preseli u New Jersey sa svojom ženom, Ginny. Bivaju iznenađeni kad ih posjeti Tony Soprano, koji je uzrujan jer Johnny nije spominjao preseljenje, a Tony se pribojava miješanja Johnnyja i njegovih suradnika. Johnny objašnjava kako Ginny želi biti bliže svojim sestrama, te da već imaju stan u Point Pleasantu. Bez obzira na to, on uvjerava Tonyja kako se neće miješati u obiteljske poslove na području New Jerseyja. Zatim poziva Tonyja na zabavu dobrodošlice, zajedno s nekoliko drugih suradnika i kapetana iz obitelji Soprano. 
U međuvremenu, dok dr. Melfi napušta svoj ured kasno navečer, u pustoj podzemnoj garaži prilazi joj muškarac zvan Jesus Rossi. On je zgrabi straga i odgurne je na stubište gdje ju brutalno siluje i ostavlja da očajnički poziva pomoć. Završava na hitnoj pomoći gdje saznaje kako joj je noga teško ozlijeđena, a ima i modrice na licu. Njezin sin, Jason, želi se osvetiti silovatelju, ali Richard LaPenna (Melfin bivši muž, s kojim se počela nanovo viđati) kaže Jasonu da to ostavi policiji. Sljedećeg dana, Richard nazove detektive, koji ga obavještavaju kako je Rossi pušten zbog propusta pri uhićenju. Nakon što je saznala za Rossijevo puštanje, Melfi se uzruja te se zabrine. Kasnije, kupujući sendvič u zalogajnici, primjećuje plaketu na kojoj stoji Rossijeva slika, a ispod naslov "Zaposlenik mjeseca"; na slici je portretiran s prijateljskim smiješkom, u grubom kontrastu prema nasilnom muškarcu koji ju je silovao. Ona ispušta sok i pobjegne iz zgrade. 
Dr. Melfi kasnije sanja kako kupuje sok na automatu, koji je smješten nasred njezina ureda, te ga plaća makaronima. Nakon što je ubacila makaron u otvor za kovanice, ona gurne ruku u automat kako bi uzela sok, ali joj ruka zapne u automatu. Zarobljena, sanja velikog rotvajlera koji ju preplaši, ali zatim ugleda svoga silovatelja koji dolazi da je ponovno napadne. Dok on polako prelazi rukom preko njezine noge pa pod suknju, Rossija napadne pas, napadajući ga dok on preklinje za život. Kad se probudila, Melfi osjeti olakšanje. Kasnije opisuje san svojem terapeutu, dr. Elliotu Kupferbergu, i shvaća njegovo značenje: veliki pas koji ju je štitio zapravo je bio Tony Soprano —- netko tko bi se mogao osvetiti u njezino ime. Međutim, Melfi uvjerava Kupferberga da, čak i kad ju je pravosudni sustav iznevjerio, ne namjerava tražiti nečiju pomoć u svrhu osvete, iako spominje kako joj gledanje čovjeka u snu kako pati priuštilo mnogo zadovoljstva.
Ralph Cifaretto počinje pokazivati očinske osjećaje prema Jackieju Aprileu, Jr., sinu svoje djevojke, Rosalie Aprile. Tijekom večere u Nuovo Vesuviu, Ralph upita Jackieja da li viđa ikoga; zatim mu preporuči Meadow Soprano. Ubrzo nakon toga, Ralph ga odvodi da iznudi novac od klijenta koji odbija platiti, potaknuvši čovjeka na borbu. Klijent potegne bejzbolsku palicu na Jackieja i započne obračun. Jackie i Ralph uspijevaju ga srušiti i uzeti mu novac iz lisnice, a Ralph veliki udio prosljeđuje Jackieju. Čuvši za to, Tony upozori Ralpha da odmakne Jackieja od obitelji, jer je Tony obećao Jackiejevu ocu da mu sin neće živjeti takvim životom. Zbog Ralphova vođenja Jackieja Jr. u svoje kriminalne pothvate, Tony na kraju odlučuje ne promaknuti Ralphieja u kapetana ekipe Aprile. Ralph se još više razočara kad čuje kako je Tony izabrao Gigija Cestonea, manje kvalificiranog člana obitelji. 
Nakon što je odbila vratiti umjetnu nogu Svetlane Kirilenko, Janice posjećuju članovi ruske mafije. Isprva je pristojno zamole da vrati nogu, ali ubrzo postaju nasilni. Rusi napadnu Janice i prisile je da vrati protezu, koja se nalazi u ormaru. Tony posjećuje Janice u bolnici i uzrujano joj objasni da je sada, kad su rusku mafijaši napali njegovu sestru, suočen s mogućnošću osvete, čime bi riskirao opći rat s Rusima, ili neosvećivanjem, čime bi izgubio poštovanje. Međutim, zaključuje kako su obje opcije pogrešne, jer je Janice lako mogla izbjeći cijelu situaciju ne potkradajući Svetlanu. Janice mu kaže kako je "pronašla Boga" i kako "oprašta" Svetlani zbog onoga što se dogodilo.
Tijekom njihova sljedećeg sastanka, dr. Melfi počne plakati kad Tony pristane viđati biheviorista, i pokuša je utješiti. Tony je upita što je bilo, ali ga ona nagovara da sjedne i da nastave sa sastankom. Tony upita Melfi želi li mu što reći. Nakon napete stanke, Melfi kaže da ne želi.

## Glavni glumci
- James Gandolfini kao Tony Soprano
- Lorraine Bracco kao Dr. Jennifer Melfi
- Edie Falco kao Carmela Soprano
- Michael Imperioli kao Christopher Moltisanti
- Dominic Chianese kao Corrado Soprano, Jr.
- Steven Van Zandt kao Silvio Dante
- Tony Sirico kao Paulie Gualtieri
- Robert Iler kao Anthony Soprano, Jr.
- Jamie-Lynn Sigler kao Meadow Soprano
- Drea de Matteo kao Adriana La Cerva
- Aida Turturro kao Janice Soprano
- Steven R. Schirripa kao Bobby Baccalieri
- Federico Castelluccio kao Furio Giunta
- Joe Pantoliano kao Ralph Cifaretto

### Gostujući glumci
| - Sharon Angela kao Rosalie Aprile - Peter Bogdanovich kao dr. Elliot Kupferberg - Denise Borino kao Ginny Sacramoni - Jason Cerbone kao Jackie Aprile, Jr. - Vince Curatola kao Johnny Sack - Gary Evans kao tehničar FBI-a #1 - John Fiore kao Gigi Cestone - Robert Funaro kao Eugene Pontecorvo - Traci Godfrey kao Edwina Fowley - Zabryna Guevara kao prodavačica - Glenn Kessler kao tehničar FBI-a #2 - Charlie Kevin kao ruski mafijaš - Stephen Kunken kao liječnik u hitnoj službi | - Oksana Lada kao Irina Peltsin - Jill Marie Lawrence kao detektivka Patricia Piersol - Will McCormack kao Jason LaPenna - Mario Polit kao Jesus Rossi - Katalin Pota kao Lilliana Wosilius - Peter Riegert kao Ronald Zellman - Bobby Rivers kao TV reporter - Richard Romanus kao Richard LaPenna - Shaun Toub kao Arouk Abboubi - Maureen Van Zandt kao Gabriella Dante - Igor Životovski kao Igor Parnaski |

## Prvo pojavljivanje
- Ginny Sacramoni: supruga Johnnyja Sacka.

## Naslovna referenca
- Silovatelj dr. Melfi je "Zaposlenik mjeseca" ("Employee of the Month") u lokalnoj zalogajnici. To može biti i referenca na to kako bolestan, nemoralan čovjek kao silovatelj može voditi dvostruki život pojavljujući se u javnosti kao dobitnik priznanja. Odnosi se i na dr. Melfi, koja je dobra i etična zaposlenica, u smislu njezine odluke da ne uključuje Tonyja Soprana u tragediju u njezinom osobnom životu.

## Produkcija
- Autor serije, David Chase, komentirao je silovanje i očekivanje Tonyjeve osvete: "Ako ste odgojeni na strogoj dijeti holivudskih filmova i mrežne televizije, pomišljate, 'Ovdje će očito doći do nekakvog moralnog izravnavanja računa'. To nije način na koji svijet funkcionira. Sve se svodi na to zašto nešto gledate. Ako svi vi želite vidjeti kako veliki Tony Soprano uzima glavu tog tipa i udara je o zid kao dinju... Stvar je u tome da je Melfi, unatoč boli i patnji, donijela svoj moralni, etički izbor i mi joj moramo zapljeskati zbog toga. To je priča."[1]
- Denise Borino (Ginny Sacramoni) dobila je ulogu pojavivši se na javnom castingu; prethodno se nije profesionalno bavila glumom.

## Glazba
- Tijekom odjavne špice svira "Fisherman's Daughter" Daniela Lanoisa.
- U sceni s dr. Melfi u zalogajnici (prije bijega), može se čuti "Oops!... I Did It Again" Britney Spears.

## Vanjske poveznice
- Employee of the Month u internetskoj bazi filmova IMDb-a